# Christine Anderson

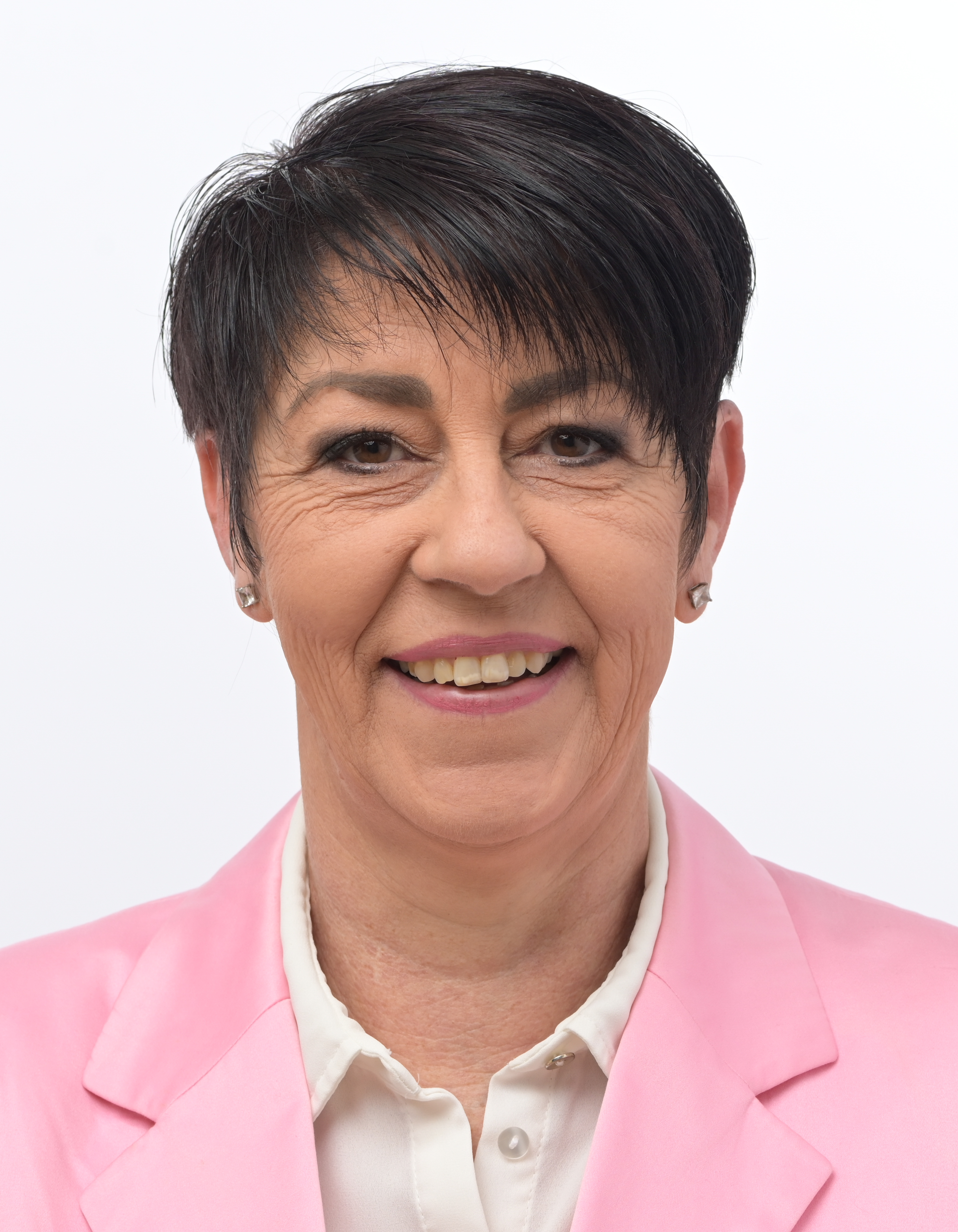
Christine Anderson (2024)

Christine Margarete Anderson (* 29. Juli 1968 in Eschwege, Hessen) ist eine deutsche Politikerin (AfD) und Mitglied des Europäischen Parlaments.

## Leben
Anderson absolvierte eine kaufmännische Ausbildung. Sie wohnte sechs Jahre in den Vereinigten Staaten, wo sie Volkswirtschaftslehre studierte und in einem US-amerikanischen Handelsunternehmen tätig war. Der Abschluss des Studiums und die von ihr angegebene Tätigkeit als Geschäftsführerin sind umstritten.
Anderson hat drei Kinder und wohnt gemäß Stimmzettel zur Europawahl 2024 in Brüssel in Belgien.

## Politik
Im Jahre 2013 wurde sie Mitglied der Partei Alternative für Deutschland, die seinerzeit als konservativ bis wirtschaftsliberal galt und später Richtung Rechtsextremismus driftete. Das Nachrichtenmagazin Der Spiegel bezeichnete Anderson 2018 als Aktivistin des rechten Pegida-Bündnisses. Als ihr Ziel gab sie damals an, „Deutschland aus diesem EU-Albtraum herauszuführen“. Seit 2020 ist Anderson stellvertretende Vorsitzende des AfD-Kreisverbandes Fulda.
Von 2016 bis 2018 war Anderson Fraktionsvorsitzende der AfD im Kreistag Limburg-Weilburg. 2023 kandidierte sie für die AfD für das Amt des Landrates des Landkreises Fulda, unterlag jedoch gegen Amtsinhaber Bernd Woide (CDU).
Bei der Europawahl 2019 wurde Christine Anderson ins Europäische Parlament gewählt. Dort war sie in der 9. Legislaturperiode Mitglied im Ausschuss für Kultur und Bildung, im Ausschuss für die Rechte der Frauen und die Gleichstellung der Geschlechter sowie im Sonderausschuss zu künstlicher Intelligenz im digitalen Zeitalter.
Von März bis Juni 2024 leitete sie die AfD-Delegation im Europaparlament.
Im Juli 2023 wurde Anderson auf einem Parteitag in Magdeburg auf Platz 4 der AfD-Bundesliste zur Europawahl 2024 gewählt. Bei dieser konnte sie ihr Mandat verteidigen.
Sie wurde Mitglied im Ausschuss für Umweltfragen, öffentliche Gesundheit und Lebensmittelsicherheit und im Unterausschuss für öffentliche Gesundheit sowie stellvertretendes Mitglied im Ausschuss für die Rechte der Frauen und die Gleichstellung der Geschlechter. Sie ist zudem Mitglied der Delegation für die Beziehungen zu den Vereinigten Staaten. Neuer Leiter der AfD-Delegation wurde René Aust.